# 巴德爾號驅逐艦 (D-184)
巴德尔号驱逐舰（PNS Badr D-184）原為英国皇家海軍的“輕快”號（HMS Alacrity F-174），是英国皇家海军建造的21型巡防舰之一，由苏格兰的亚罗造船厂建造，1977年服役。
1994年3月从皇家海军退役并出售给巴基斯坦海军，更名为“巴德尔”號（PNS Badr D-184），該艦在巴基斯坦海軍序列中劃爲“驅逐艦”，屬於反艦型，安裝有美式“魚叉”反艦導彈。在巴基斯坦海軍中服役期間,她于2009年再次訪問上海，在青島港參與中国人民解放军海军成立60周年海上阅兵。並于稍晚在印度洋和中美印三國軍艦參與了聯合演習。2013年4月，“巴德尔”號巡防艦從巴基斯坦海軍中退役。

## 軼聞
現任巴基斯坦海軍司令阿姆賈德·汗·尼亞齐曾擔任過該艦艦長。